# Charles Barkley
Charles Barkley (celým jménem Charles Wade Barkley, * 20. února 1963) je bývalý americký profesionální basketbalista, který hrál závodně v letech 1984–2000. S výškou 198 cm získával jako obránce vysoký počet míčů při doskoku.
Během kariéry hrál v NBA za následující týmy:
- Philadelphia 76ers: 1984–1992
- Phoenix Suns: 1992–1996
- Houston Rockets: 1996–2000

V roce 1993 byl vyhlášen nejužitečnějším hráčem NBA. Stal se držitelem dvou zlatých medailí z olympijských her, když byl součástí amerických vítězných týmů na LOH 1992 v Barceloně a LOH 1996 v Atlantě. V roce 2006 byl uveden do basketbalové Síně slávy.